# Danso

El Danso (también escrito Tanso) es un instrumento coreano con muescas al final, flauta vertical de bambú usados en la música folclórica de Corea. Se hace tradicionalmente de bambú, pero en el siglo XX también ha sido hecha de plástico. 
El instrumento se deriva del chino Xiao y se utiliza como una herramienta educativa en las escuelas de Corea, al igual que la flauta dulce se utiliza en las naciones occidentales. 
La flauta tiene cuatro agujeros para los dedos y un agujero de dragón en la espalda. La gama de juego es de dos octavas, va desde un mínimo de S. de alta 
La dan en el nombre del instrumento significa "corto", por lo que se refiere a la muesca, al final flauta vertical de bambú. Otro final de Corea-flauta vertical de bambú, la tungso (Hangul: 퉁소; Hanja:洞箫), es más largo.
- Datos: Q846109
- Multimedia: Danso / Q846109